# Prefontaine Classic 2016
Navigation
Édition précédente Édition suivante
La Prefontaine Classic 2016 s'est déroulée les 27 et 28 mai 2016 au stade Hayward Field d'Eugene, aux États-Unis. Il s'agit de la quatrième étape de la Ligue de diamant 2016.

## Faits marquants
L'Américaine Kendra Harrison remporte l'épreuve du 100 m haies en 12 s 24 et réalise la deuxième meilleure performance mondiale de tous les temps dans cette discipline, derrière les 12 s 21 de la Bulgare Yordanka Donkova en 1988. Elle améliore à cette occasion le record d'Amérique du Nord, d'Amérique centrale et des Caraïbes que détenait sa compatriote Brianna Rollins depuis 2013.
La Bahreïnie Ruth Jebet s'impose sur 3 000 m steeple dans le temps de 8 min 59 s 97 et devient la seconde athlète féminine à descendre sous la barrière des neuf minutes, à une seconde du record du monde de la Russe Gulnara Samitova-Galkina (8 min 58 s 81 en 2008). Elle établit un nouveau record d'Asie, la Kényane Hyvin Jepkemoi, deuxième de l'épreuve, un nouveau record d'Afrique, et l'Américaine Emma Coburn, troisième de l'épreuve, un nouveau record d'Amérique du Nord, d'Amérique centrale et des Caraïbes.

## Résultats de la Ligue de diamant

### Hommes
| Rang | Athlète       | Temps   | Points |
| ---- | ------------- | ------- | ------ |
| 1    | Justin Gatlin | 9 s 88  | 10     |
| 2    | Asafa Powell  | 9 s 94  | 6      |
| 3    | Tyson Gay     | 9 s 98  | 4      |
| 4    | Mike Rodgers  | 9 s 99  | 3      |
| 5    | Femi Ogunode  | 10 s 02 | 2      |
| 6    | Ameer Webb    | 10 s 03 | 1      |

| Rang | Athlète         | Temps              | Points |
| ---- | --------------- | ------------------ | ------ |
| 1    | Boris Berian    | 1 min 44 s 20 (SB) | 10     |
| 2    | Ferguson Rotich | 1 min 44 s 56 (SB) | 6      |
| 3    | Mohammed Aman   | 1 min 44 s 70 (SB) | 4      |
| 4    | Adam Kszczot    | 1 min 44 s 99 (SB) | 3      |
| 5    | Timothy Kitum   | 1 min 45 s 30      | 2      |
| 6    | Amel Tuka       | 1 min 45 s 90      | 1      |

| Rang | Athlète           | Temps               | Points |
| ---- | ----------------- | ------------------- | ------ |
| 1    | Muktar Edris      | 12 min 59 s 43 (WL) | 10     |
| 2    | Geoffrey Kamworor | 12 min 59 s 98 (PB) | 6      |
| 3    | Mohammed Ahmed    | 13 min 1 s 74 (PB)  | 4      |
| 4    | Thomas Longosiwa  | 13 min 2 s 91       | 3      |
| 5    | Edwin Soi         | 13 min 3 s 26 (SB)  | 2      |
| 6    | Hassan Mead       | 13 min 4 s 17 (SB)  | 1      |

| Rang | Athlète          | Temps        | Points |
| ---- | ---------------- | ------------ | ------ |
| 1    | Michael Tinsley  | 48 s 74 (SB) | 10     |
| 2    | Kerron Clement   | 48 s 87 (SB) | 6      |
| 3    | Bershawn Jackson | 49 s 04 (SB) | 4      |
| 4    | Jeffery Gibson   | 49 s 16      | 3      |
| 5    | Yasmani Copello  | 49 s 43      | 2      |
| 6    | Kariem Hussein   | 49 s 47      | 1      |

| Rang | Athlète                | Marque      | Points |
| ---- | ---------------------- | ----------- | ------ |
| 1    | Renaud Lavillenie      | 5,81 m      | 10     |
| 2    | Shawn Barber           | 5,81 m      | 6      |
| 3    | Sam Kendricks          | 5,71 m      | 4      |
| 4    | Paweł Wojciechowski    | 5,71 m (SB) | 3      |
| 5    | Konstadínos Filippídis | 5,61 m      | 2      |
| 6    | Piotr Lisek            | 5,48 m      | 1      |

| Rang | Athlète          | Marque       | Points |
| ---- | ---------------- | ------------ | ------ |
| 1    | Christian Taylor | 17,76 m (WL) | 10     |
| 2    | Will Claye       | 17,56 m (SB) | 6      |
| 3    | Omar Craddock    | 17,15 m (SB) | 4      |
| 4    | Alexis Copello   | 16,91 m      | 3      |
| 5    | Dong Bin         | 16,82 m      | 2      |
| 6    | Teddy Tamgho     | 16,51 m      | 1      |

| Rang | Athlète         | Marque       | Points |
| ---- | --------------- | ------------ | ------ |
| 1    | Joe Kovacs      | 22,13 m (WL) | 10     |
| 2    | Tomas Walsh     | 20,84 m      | 6      |
| 3    | Reese Hoffa     | 20,58 m      | 4      |
| 4    | Tomasz Majewski | 20,43 m      | 3      |
| 5    | Jordan Clarke   | 20,31 m      | 2      |
| 6    | Ryan Crouser    | 20,27 m      | 1      |

| Rang | Athlète          | Marque       | Points |
| ---- | ---------------- | ------------ | ------ |
| 1    | Ihab Abdelrahman | 87,37 m (WL) | 10     |
| 2    | Julius Yego      | 84,68 m (SB) | 6      |
| 3    | Thomas Röhler    | 82,53 m      | 4      |
| 4    | Jakub Vadlejch   | 80,94 m      | 3      |
| 5    | Cyrus Hostetler  | 78,21 m      | 2      |
| 6    | Johannes Vetter  | 78,04 m      | 1      |

### Femmes
| Rang | Athlète         | Temps            | Points |
| ---- | --------------- | ---------------- | ------ |
| 1    | Tori Bowie      | 21 s 99 (WL, PB) | 10     |
| 2    | Dafne Schippers | 22 s 11          | 6      |
| 3    | Elaine Thompson | 22 s 16 (SB)     | 4      |
| 4    | Jenna Prandini  | 22 s 61 (SB)     | 3      |
| 5    | Joanna Atkins   | 22 s 62          | 2      |
| 6    | Kaylin Whitney  | 23 s 17          | 1      |

| Rang | Athlète                 | Temps        | Points |
| ---- | ----------------------- | ------------ | ------ |
| 1    | Shaunae Miller          | 50 s 15      | 10     |
| 2    | Francena McCorory       | 50 s 23 (SB) | 6      |
| 3    | Natasha Hastings        | 50 s 86 (SB) | 4      |
| 4    | Stephenie Ann McPherson | 51 s 07      | 3      |
| 5    | Shericka Jackson        | 51 s 34 (SB) | 2      |
| 6    | Quanera Hayes           | 51 s 82      | 1      |

| Rang | Athlète         | Temps                  | Points |
| ---- | --------------- | ---------------------- | ------ |
| 1    | Faith Kipyegon  | 3 min 56 s 41 (WL, PB) | 10     |
| 2    | Dawit Seyaum    | 3 min 58 s 10 (PB)     | 6      |
| 3    | Gudaf Tsegay    | 4 min 0 s 18 (PB)      | 4      |
| 4    | Jenny Simpson   | 4 min 1 s 57 (SB)      | 3      |
| 5    | Linden Hall     | 4 min 1 s 78 (PB)      | 2      |
| 6    | Laura Weightman | 4 min 3 s 04 (SB)      | 1      |

| Rang | Athlète            | Temps                  | Points |
| ---- | ------------------ | ---------------------- | ------ |
| 1    | Ruth Jebet         | 8 min 59 s 97 (WL, AR) | 10     |
| 2    | Hyvin Jepkemoi     | 9 min 0 s 01 (AR)      | 6      |
| 3    | Emma Coburn        | 9 min 10 s 76 (AR)     | 4      |
| 4    | Beatrice Chepkoech | 9 min 17 s 41 (PB)     | 3      |
| 5    | Sofia Assefa       | 9 min 18 s 16(SB)      | 2      |
| 6    | Leah O'Connor      | 9 min 18 s 85(PB)      | 1      |

| Rang | Athlète         | Temps            | Points |
| ---- | --------------- | ---------------- | ------ |
| 1    | Kendra Harrison | 12 s 24 (WL, AR) | 10     |
| 2    | Brianna Rollins | 12 s 53 (SB)     | 6      |
| 3    | Jasmin Stowers  | 12 s 55 (SB)     | 4      |
| 4    | Nia Ali         | 12 s 72 (SB)     | 3      |
| 5    | Sharika Nelvis  | 12 s 82          | 2      |
| 6    | Alina Talay     | 12 s 85 (SB)     | 1      |

| Rang | Athlète           | Marque      | Points |
| ---- | ----------------- | ----------- | ------ |
| 1    | Chaunte Lowe      | 1,95 m      | 10     |
| 2    | Levern Spencer    | 1,92 m      | 6      |
| 3    | Kamila Lićwinko   | 1,92 m (SB) | 4      |
| 3    | Alessia Trost     | 1,92 m (SB) | 4      |
| 5    | Vashti Cunningham | 1,92 m      | 2      |
| 6    | Ruth Beitia       | 1,92 m (SB) | 1      |

| Rang | Athlète           | Marque      | Points |
| ---- | ----------------- | ----------- | ------ |
| 1    | Brittney Reese    | 6,92 m (SB) | 10     |
| 2    | Ivana Španović    | 6,88 m      | 6      |
| 3    | Lorraine Ugen     | 6,76 m (SB) | 4      |
| 4    | Blessing Okagbare | 6,73 m (SB) | 3      |
| 5    | Christabel Nettey | 6,68 m      | 2      |
| 6    | Janay Deloach     | 6,59 m      | 1      |

| Rang | Athlète              | Marque       | Points |
| ---- | -------------------- | ------------ | ------ |
| 1    | Sandra Perković      | 68,57 m      | 10     |
| 2    | Nadine Müller        | 65,31 m      | 6      |
| 3    | Mélina Robert-Michon | 63,69 m (SB) | 4      |
| 4    | Shanice Craft        | 63,28 m      | 3      |
| 5    | Whitney Ashley       | 62,03 m      | 2      |
| 6    | Julia Fisher         | 61,91 m      | 1      |

## Autres résultats

### Hommes
| Épreuve                | Premier                           | Deuxième                                  | Troisième                        |
| ---------------------- | --------------------------------- | ----------------------------------------- | -------------------------------- |
| 400 m                  | Kirani James 44 s 22              | Lashawn Merritt 44 s 39                   | Isaac Makwala 45 s 37            |
| Mile                   | Asbel Kiprop 3 min 51 s 54 (WL)   | Abdalaati Iguider 3 min 51 s 96           | Elijah Manangoi 3 min 52 s 39    |
| 10 000 m               | Mohamed Farah 26 min 53 s 71 (WL) | William Malel Sitonik 26 min 54 s 66 (PB) | Tamirat Tola 26 min 57 s 33 (PB) |
| 110 m haies (+0,7 m/s) | Omar McLeod 13 s 06               | David Oliver 13 s 38                      | Jeff Porter 13 s 48              |
| Lancer du marteau      | Pawel Fajdek 80,28 m (DLR)        | Dilshod Nazarov 78,12 m                   | Wojciech Nowicki 76,86 m (SB)    |

### Femmes
| Épreuve          | Première                         | Deuxième                       | Troisième                       |
| ---------------- | -------------------------------- | ------------------------------ | ------------------------------- |
| 100 m (+1,5 m/s) | English Gardner 10 s 81 (SB)     | Tianna Bartoletta 10 s 94 (SB) | Murielle Ahouré 11 s 01 (SB)    |
| 5 000 m          | Hellen Obiri 14 min 32 s 02 (PB) | Viola Kibiwot 14 min 35 s 13   | Vivian Cheruiyot 14 min 35 s 69 |

## Légende
Records et Performances
- AR : Record continental (area record)
- CR : Record des championnats (championship record)
- MR : Record du meeting (meet record)
- NR : Record national (national record)
- OR : Record olympique (olympic record)
- PR : Record paralympique (paralympic record)
- PB : Record personnel (personal best)
- SB : Meilleure performance personnelle de la saison (season's best)
- WL : Meilleure performance mondiale de l'année (world leader)
- WJR : Record du monde junior (world junior record)
- WR : Record du monde (world record)

Circonstances et Conditions
- DNF : N'a pas terminé (did not finish)
- DNS : N'a pas pris le départ (did not start)
- DQ : Disqualification (disqualification)
- NM : Aucun essai valable enregistré (No Mark)
- Q : Qualifié « directement » au prochain tour (ou à la prochaine compétition), lors d'une compétition majeure, grâce au classement ou à la réalisation des minima (automatic qualifier)
- q : Qualifié au prochain tour (ou à la prochaine compétition), lors d'une compétition majeure, grâce au repêchage ou à la réalisation de l'une des meilleures performances parmi celles des « non qualifiés directement » (grâce au meilleur temps ou à la meilleure distance par exemple) (secondary qualifier)